# 河口乡 (锦屏县)
河口乡，是中华人民共和国贵州省黔东南苗族侗族自治州锦屏县下辖的一个乡镇级行政单位。

## 行政区划
河口乡下辖以下地区：
河口村、中寨村、里寨村、培尾村、裕和村、培陇村、美蒙村、韶霭村、塘东村、锦来村、中仰村、九佑村、文斗上寨村、文斗下寨村、岩湾村、加池村、南路村、格翁村和锦中村。

## 中国传统村落
2012年，文斗村被评为首批“中国传统村落”。